# Anton Spielmann
Anton Spielmann (* 12. November 1989) ist ein deutscher Musiker, Autor und Film & Theaterschaffender. Er war Sänger und Gitarrist der deutschen Post-Punk-Band 1000 Robota.

## Leben
Mit drei Jahren kam Spielmann mit seinen Eltern aus Kasachstan nach Deutschland. Er wuchs in Niedersachsen auf. Im Alter von 16 Jahren gründete er die Band 1000 Robota. Das erste Album der Band erschien 2008 auf Tapete Records. Das zweite Album wurde 2010 bei Buback Tonträger veröffentlicht. 2011 gewann er mit seiner Band den Hamburg Musikpreis "HANS" in der Kategorie Newcomer des Jahres.
2012 erarbeitete Spielmann mit der Schweizer Theatergruppe 400asa das Theaterstück: Flow/Wasser. Es wurde in den Sophiensæle sowie in der Kaserne Basel und in Zürich in der Rote Fabrik aufgeführt.
Für das deutsche Schauspielhaus Hamburg komponierte er 2012 mit seiner Band zu der Bühnenfassung von So was von da die Musik. In diesem Stück wirkte Spielmann auch als Schauspieler mit.
Der Regisseur René Pollesch benannte eines sein Theaterstücke „Schmeiß dein Ego weg“ nach dem gleichnamigen Titel der Band 1000 Robota.
Für das Thalia Theater Hamburg, das Zürcher Schauspielhaus, das Hessische Staatstheater Wiesbaden sowie für den Pfalzbau in Ludwigshafen komponierte er in der Spielzeit 2014/2015 die Musik zur Tragödie von Romeo und Julia und wirkte als Schauspieler mit. 2015 komponierte Spielmann am Burgtheater Wien gemeinsam mit Anja Plaschg die Musik zu Antigone, sowie 2015 am Thalia Theater Hamburg die Musik zu Kasimir und Karoline. 2017 schrieb und produzierte Spielmann die Filmmusik zu Sicilian Ghost Story einem Film des italienischen Duos Fabio Grassadonia & Antonio Piazza.
2015 belegte Spielmann in der „Best Dressed“-Liste des GQ Magazins Platz 4. 2018 wurde Spielmann für den bedeutendsten italienische Filmpreis David di Donatello in der Kategorie Best original Song nominiert.
2019 gründete Spielmann das Künstlerkollektiv arobota+. Es sind audiovisuelle Arbeiten, die Spielmann gemeinsam mit weiteren Künstlern aus verschiedenen Kunstsparten entwickelt und an Theaterhäusern und audiovisuellen Festivals präsentiert. 2020 zeigte Spielmann erstmals eine Serie von Videoarbeiten in Kollaboration mit dem brut Wien und Arobota+.
2021 kündige seine Band 1000 Robota nach über zehn Jahren ein neues Album an und veröffentlichte die erste Single zum Album. Das dritte Album der Band mit dem Namen 3/3 erschien am 30. September 2022 bei Tapete Records.
2021 realisierte Spielmann als Drehbuchautor und Regisseur den Kurzfilm "Gift". Der Film feierte 2022 auf der Diagonale Premiere. 2022 realisierte er mit Arobota+ eine weitere audiovisuelle Performance im Volkstheater Wien. Im gleichen Jahr realisierte er mit Arobota+ einen audiovisuellen Beitrag zur Ausstellung: Dimensional in der Heft in Kärnten.
2024 produzierte und nahm Spielmann für Kirill Serebrennikow die Musik zum Musiktheaterstück "Barocco" auf.
2024/2025 entwickelte Spielmann im Berliner Medizinhistorisches Museum der Charité gemeinsam mit dem australischen Performer Damian Rebgetz eine Musik-theatrale Performance.
2025 feierte sein Kurzfilm: Sunflower, auf dem Crossing Europe Festival Premiere.
In der Spielzeit 25/26 inszeniert Spielmann am Theater Freiburg das Stück: Keine wie meine Stadt.
Spielmann lebt und arbeitet in Wien und hat eine Tochter mit der Musikerin Anja Plaschg.

## Ausgewählte Werke
- 2026 – Keine wie meine Stadt (Theaterfilm), Stadttheater Freiburg – (Regie, Text, Musik)
- 2024/25 – Death of the Sensual Physician (Musiktheater-Performance), Lange Nacht der Museen Berlin – Hörsaalruine der MHM – (Performance, Text, Musik)
- 2024 – Sunflower (Kurzfilm) – (Regie, Buch)
- 2023 – Barocco (Theater), Regie: Kirill Serebrennikow, Gogol Center Moskau / Thalia Theater Hamburg – (Musikproduktion & Aufnahme)
- 2023 – Soloausstellung, Kunstverein Jesteburg – (Videoarbeiten)
- 2022 – Gift (Kurzfilm) – (Regie, Buch, Schauspiel)
- 2022 – BINICH (Audiovisuelle Installation), Volkstheater Wien – (Regie, Text, Musik, Performance)
- 2022 – Gruppenausstellung Günther Domenig – Dimensional, Heft Hüttenberg, Kärnten – (Video, Text, Musik)
- 2021 – Ende (Musikvideo), 1000 Robota – (Regie, Text, Musik)
- 2020 – Lorenza’s Bike (Film), Portugal – (Musik)
- 2020 – Gift (Audiovisuelle Performance), brut Wien – (Video, Text, Musik)
- 2016 – Sicilian Ghost Story (Spielfilm), Italien – (Musik)
- 2015 – Antigone (Theaterstück), Burgtheater Wien – (Musik)
- 2015 – Kasimir und Karoline (Theaterstück), Thalia Theater Hamburg – (Musik)
- 2014 – Die Tragödie von Romeo und Julia (Theaterstück), Thalia Theater Hamburg – (Schauspiel, Musik, Text)
- 2012 – Flow/Wasser (Theaterstück), Sophiensaele Berlin – (Schauspiel, Musik, Text)
- 2012 – So was von da (Theaterstück), Deutsches Schauspielhaus Hamburg – (Schauspiel, Musik, Text)
- 2011 – Utopia Ltd. (Dokumentarfilm) – (Schauspiel, Musik, Text)
- 2010 – Ufo (Album), 1000 Robota – (Musik, Text)

- 2008 – Du nicht er nicht sie nicht (Album), 1000 Robota – (Musik, Text)

## Auszeichnung/Stipendien
2011 HANS – Der Hamburger Musikpreis Category: „Newcomer of the year” (gewonnen)
2015 GQ Magazine "Best Dressed Awards" (4. Platz)
2018 David di Donatello „Best Original Song”, (nominated)
2020 Stipendium der Stadt Wien
2024 Stipendium der Stadt Linz